# Campeonato Catarinense de Futebol de 2002
O Campeonato Catarinense de Futebol de 2002 foi a 77ª edição do principal torneio de futebol de Santa Catarina, sendo vencido pelo Figueirense.

## Primeira divisão

### Fórmula de disputa
Foi dividido em 4 períodos:
- Torneio Seletivo: Disputado entre os melhores times da Segunda Divisão de 2001 e os piores da Primeira Divisão de 2001 (6 no total). As equipes jogaram em turno e returno, sendo que ao final de cada um, os pontos foram zerados. Os vencedores jogaram uma final de 2 jogos e a equipe ganhadora disputou a repescagem.
- Hexagonal: Disputado entre os clubes com as melhores colocação do Campeonato Catarinense de 2001, excetuando os 4 primeiros (jogaram do 5º ao 10º). As equipes jogaram em turno e returno, sendo que ao final de cada um, os pontos foram zerados. Os vencedores de cada turno e o maior pontuador (turno + returno) dessa fase foram classificados para o octogonal. As três equipes com a pior classificação disputaram a repescagem.
- Repescagem: Jogado no sistema mata-mata. Os 4 clubes jogaram semifinais e os clubes que mais pontuaram passaram para a final. O vitorioso desta classificou-se ao octogonal.
- Octogonal: Os clubes jogaram entre si em turno e returno, sendo que ao final de cada um, os pontos foram zerados. Em cada turno, os dois melhores colocados disputaram uma final de 2 jogos. Os vencedores dos turnos disputariam a final do campeonato. Como o campeão do turno foi o mesmo do returno, não necessitou e este foi declarado Campeão Catarinense de 2002.

O campeão catarinense classificar-se-ia para a Série C do Campeonato Brasileiro de 2002, como este já se encontrava na Série A e os 3 colocados seguintes já se encontravam na Série B, a vaga foi passada ao 4º colocado.
Nas fases eliminatórias, venceu o clube que somou mais pontos, independente do saldo de gols, caso houvesse empate, zerar-se-ia o placar e realizar-se-ia uma prorrogação de 30 minutos, se o empate persistisse, o clube com a melhor colocação do campeonato seria declarado o vencedor (Na repescagem a vantagem é para o Campeão do Torneio Seletivo e em seguida para o melhor colocado do Hexagonal).

### Torneio seletivo

#### Turno
| 1 | Chapecoense      | 10 | 5 | 3 | 1 | 1 | 10 | 5  | +5 |
| 2 | Águia do Vale    | 10 | 5 | 3 | 1 | 1 | 13 | 12 | +1 |
| 3 | Fraiburgo        | 9  | 5 | 3 | 0 | 2 | 12 | 10 | +2 |
| 4 | Tiradentes       | 8  | 5 | 2 | 2 | 1 | 10 | 8  | +2 |
| 5 | Atlético Chapecó | 2  | 5 | 0 | 2 | 3 | 7  | 11 | -4 |
| 6 | Caxias           | 2  | 5 | 0 | 2 | 3 | 5  | 11 | -6 |
| PG - pontos ganhos; J - jogos; V - vitórias; E - empates; D - derrotas; GP - gols pró; GC - gols contra; SG - saldo de gols |                  |    |   |   |   |   |    |    |    |

#### Returno
| 1 | Atlético Chapecó | 11 | 5 | 3 | 2 | 0 | 11 | 7  | +4  |
| 2 | Chapecoense      | 10 | 5 | 3 | 1 | 1 | 9  | 6  | +3  |
| 3 | Fraiburgo        | 8  | 5 | 2 | 2 | 1 | 13 | 11 | +2  |
| 4 | Caxias           | 8  | 5 | 2 | 2 | 1 | 12 | 10 | +2  |
| 5 | Tiradentes       | 4  | 5 | 1 | 1 | 3 | 8  | 9  | -1  |
| 6 | Águia do Vale    | 0  | 5 | 0 | 0 | 5 | 3  | 13 | -10 |
| PG - pontos ganhos; J - jogos; V - vitórias; E - empates; D - derrotas; GP - gols pró; GC - gols contra; SG - saldo de gols |                  |    |   |   |   |   |    |    |     |

#### Final
A Chapecoense jogou a partida de volta em casa pois apresentou melhor colocação na soma dos dois turnos.
| Campeão     | Vice-Campeão     | Jogo 1 | Jogo 2 |
| ----------- | ---------------- | ------ | ------ |
| Chapecoense | Atlético Chapecó | 3-2    | 1-1    |

A Chapecoense venceu e disputou a Repescagem.

### Hexagonal

#### Turno
| 1 | Avaí                | 10 | 5 | 3 | 1 | 1 | 7 | 3  | +4 |
| 2 | Marcílio Dias       | 9  | 5 | 2 | 3 | 0 | 6 | 3  | +3 |
| 3 | Atlético de Ibirama | 9  | 5 | 3 | 0 | 2 | 8 | 6  | +2 |
| 4 | Inter de Lages      | 5  | 5 | 1 | 2 | 2 | 5 | 8  | -3 |
| 5 | Atlético Alto Vale  | 4  | 5 | 1 | 1 | 3 | 5 | 8  | -3 |
| 6 | Kindermann          | 4  | 5 | 1 | 1 | 3 | 7 | 10 | -3 |
| PG - pontos ganhos; J - jogos; V - vitórias; E - empates; D - derrotas; GP - gols pró; GC - gols contra; SG - saldo de gols |                     |    |   |   |   |   |   |    |    |

#### Returno
| 1 | Marcílio Dias       | 11 | 5 | 3 | 2 | 0 | 9  | 1  | +8 |
| 2 | Avaí                | 10 | 5 | 3 | 1 | 1 | 10 | 3  | +7 |
| 3 | Inter de Lages      | 6  | 5 | 2 | 0 | 3 | 4  | 5  | -1 |
| 4 | Atlético Alto Vale  | 6  | 5 | 2 | 0 | 3 | 5  | 10 | -5 |
| 5 | Atlético de Ibirama | 5  | 5 | 1 | 2 | 2 | 2  | 6  | -4 |
| 6 | Kindermann          | 4  | 5 | 1 | 1 | 3 | 1  | 6  | -5 |
| PG - pontos ganhos; J - jogos; V - vitórias; E - empates; D - derrotas; GP - gols pró; GC - gols contra; SG - saldo de gols |                     |    |   |   |   |   |    |    |    |

#### Classificação geral
| 1 | Avaí                | 20 | 10 | 6 | 2 | 2 | 17 | 6  | +11 |
| 2 | Marcílio Dias       | 20 | 10 | 5 | 5 | 0 | 15 | 4  | +11 |
| 3 | Atlético de Ibirama | 14 | 10 | 4 | 2 | 4 | 10 | 12 | -2  |
| 4 | Inter de Lages      | 11 | 10 | 3 | 2 | 5 | 9  | 13 | -4  |
| 5 | Atlético Alto Vale  | 10 | 10 | 3 | 1 | 6 | 10 | 18 | -8  |
| 6 | Kindermann          | 8  | 10 | 2 | 2 | 6 | 8  | 16 | -8  |
| PG - pontos ganhos; J - jogos; V - vitórias; E - empates; D - derrotas; GP - gols pró; GC - gols contra; SG - saldo de gols |                     |    |    |   |   |   |    |    |     |

|  |                                                   |
|  | Classificados ao Octogonal                        |
|  | Classicados ao Octogonal por vencer um dos turnos |
|  | Disputaram a Repescagem                           |

### Repescagem

#### Semifinais
| Time 1*            | Time 2         | Jogo 1 | Jogo 2 | Prorrogação |
| ------------------ | -------------- | ------ | ------ | ----------- |
| Atlético Alto Vale | Inter de Lages | 2-1    | 0-2    | 1-0         |
| Kindermann         | Chapecoense**  | 2-2    | 1-1    | 1-1         |

* Os clubes citados primeiro tiveram a primeira partida jogada em casa pois jogaram contra o Campeão do Torneio Seletivo ou apresentaram pior colocação no Hexagonal.
** Como houve empate de pontos, realizou-se uma prorrogação e como esta não resolveu a Chapecoense, como Campeã do Torneio Seletivo teve a vantagem e classificou-se.

#### Final
A Chapecoense jogou a partida de ida em casa.
| Campeão     | Vice-Campeão       | Jogo 1 | Jogo 2 |
| ----------- | ------------------ | ------ | ------ |
| Chapecoense | Atlético Alto Vale | 2-0    | 2-2    |

A Chapecoense classificou-se ao Octogonal.

### Octogonal

#### Turno
Fase inicial
| 1 | Figueirense         | 16 | 7 | 5 | 1 | 1 | 14 | 4  | +10 |
| 2 | Criciúma            | 13 | 7 | 4 | 1 | 2 | 14 | 14 | 0   |
| 3 | Tubarão             | 12 | 7 | 3 | 3 | 1 | 10 | 6  | +4  |
| 4 | Avaí                | 9  | 7 | 2 | 3 | 2 | 9  | 8  | +1  |
| 5 | Atlético de Ibirama | 8  | 7 | 2 | 2 | 3 | 9  | 10 | -1  |
| 6 | Chapecoense         | 8  | 7 | 2 | 2 | 3 | 8  | 14 | -6  |
| 7 | Joinville           | 7  | 7 | 2 | 1 | 4 | 14 | 17 | -3  |
| 8 | Marcílio Dias       | 4  | 7 | 1 | 1 | 5 | 12 | 17 | -5  |
| PG - pontos ganhos; J - jogos; V - vitórias; E - empates; D - derrotas; GP - gols pró; GC - gols contra; SG - saldo de gols |                     |    |   |   |   |   |    |    |     |

Final
O Figueirense jogou a partida de volta em casa pois apresentou melhor colocação na fase inicial do Octogonal.
| Campeão     | Vice-Campeão | Jogo 1 | Jogo 2 |
| ----------- | ------------ | ------ | ------ |
| Figueirense | Criciúma     | 1-0    | 2-1    |

#### Returno
Fase inicial
| 1 | Figueirense         | 17 | 7 | 5 | 2 | 0 | 25 | 8  | +17 |
| 2 | Avaí                | 13 | 7 | 4 | 1 | 2 | 9  | 7  | +2  |
| 3 | Joinville           | 12 | 7 | 4 | 0 | 3 | 9  | 14 | -5  |
| 4 | Criciúma            | 11 | 7 | 3 | 2 | 2 | 15 | 12 | +3  |
| 5 | Tubarão             | 10 | 7 | 3 | 1 | 3 | 12 | 13 | -1  |
| 6 | Marcílio Dias       | 7  | 7 | 2 | 1 | 4 | 8  | 16 | -8  |
| 7 | Atlético de Ibirama | 6  | 7 | 1 | 3 | 3 | 7  | 9  | -2  |
| 8 | Chapecoense         | 3  | 7 | 1 | 0 | 6 | 13 | 19 | -6  |
| PG - pontos ganhos; J - jogos; V - vitórias; E - empates; D - derrotas; GP - gols pró; GC - gols contra; SG - saldo de gols |                     |    |   |   |   |   |    |    |     |

Final
O Figueirense jogou a partida de volta em casa pois apresentou melhor colocação na fase inicial do Octogonal.
| Campeão     | Vice-Campeão | Jogo 1 | Jogo 2 |
| ----------- | ------------ | ------ | ------ |
| Figueirense | Avaí         | 3-1    | 0-0    |

Por vencer o Turno e o Returno do Octogonal, o Figueirense foi declarado Campeão Catarinense de 2002.

## Segunda divisão

### Fórmula de disputa
As 14 equipes foram distribuídas em 2 grupos, 1 de 8 outro de 6 participantes. O campeonato foi dividido em 3 fases:
1º Turno: As equipes jogaram entre si nos grupos apenas os jogos de ida. As 8 equipes com o melhor aproveitamento, independentemente de qual grupo estiverem classificaram-se para as Quartas de Final. As equipes que mais pontuarem nessa fase passarão para as Semi-Finais e depois para a Final. A vitoriosa dessa fase classificou-se diretamente para a Fase Final.
2º turno: Idêntico ao primeiro, mas com os jogos de volta.
Fase final: Uniram-se aos campeões dos turnos os maiores pontuadores de cada grupo, totalizando 4 equipes. Estas disputaram Semi-Finais e as que mais pontuaram passaram para a Final. Os perdedores se enfrentaram para decidir o terceiro lugar. A equipe que se consagrou vitoriosa da Fase Final foi declarada Campeã Catarinense da Segunda Divisão de 2002.
Nas fases eliminatórias, venceu o clube que somau mais pontos, independente do saldo de gols, caso houvesse empate, zerar-se-ia o placar e realizar-se-ia uma prorrogação de 30 minutos, se o empate persistisse, o clube com a melhor colocação do campeonato seria declarado o vencedor.

### Primeiro turno

#### Fase inicial
Grupo A
| 1 | Kindermann       | 10 | 5 | 3 | 1 | 1 | 7  | 4  | +3  | 67% |
| 2 | Fraiburgo        | 9  | 5 | 2 | 3 | 0 | 10 | 6  | +4  | 60% |
| 3 | Lages            | 8  | 5 | 2 | 2 | 1 | 8  | 4  | +4  | 53% |
| 4 | Atlético Chapecó | 7  | 5 | 2 | 1 | 2 | 9  | 8  | +1  | 47% |
| 5 | Camponovense     | 5  | 5 | 1 | 2 | 2 | 7  | 9  | -2  | 33% |
| 6 | Real             | 1  | 5 | 0 | 1 | 4 | 4  | 14 | -10 | 7%  |
| PG - pontos ganhos; J - jogos; V - vitórias; E - empates; D - derrotas; GP - gols pró; GC - gols contra; SG - saldo de gols; AP - Aproveitamento |                  |    |   |   |   |   |    |    |     |     |

Grupo B
| 1 | Tiradentes     | 16 | 7 | 5 | 1 | 1 | 14 | 5  | +9  | 76% |
| 2 | Caxias         | 13 | 7 | 4 | 1 | 2 | 17 | 12 | +5  | 62% |
| 3 | Metropolitano  | 12 | 7 | 3 | 3 | 1 | 9  | 4  | +5  | 57% |
| 4 | Brusque        | 12 | 7 | 3 | 3 | 1 | 12 | 8  | +4  | 57% |
| 5 | Camboriú       | 10 | 7 | 3 | 1 | 3 | 9  | 12 | -3  | 48% |
| 6 | Guarani        | 6  | 7 | 1 | 3 | 3 | 9  | 9  | 0   | 29% |
| 7 | Santa Catarina | 4  | 7 | 1 | 1 | 5 | 7  | 17 | -10 | 19% |
| 8 | São José       | 3  | 7 | 0 | 3 | 4 | 5  | 15 | -10 | 14% |
| PG - pontos ganhos; J - jogos; V - vitórias; E - empates; D - derrotas; GP - gols pró; GC - gols contra; SG - saldo de gols; AP - Aproveitamento |                |    |   |   |   |   |    |    |     |     |

#### Quartas-de-final
| Time 1*       | Time 2       | Jogo 1 | Jogo 2 | Prorrogação |
| ------------- | ------------ | ------ | ------ | ----------- |
| Brusque       | Kindermann** | 1-0    | 0-3    | 0-0         |
| Metropolitano | Fraiburgo    | 6-1    | 1-1    |             |
| Camboriú      | Tiradentes   | 2-2    | 0-3    |             |
| Lages         | Caxias       | 1-0    | 1-2    | 1-1         |

*As equipes citadas primeiramente tiveram a primeira partida jogada em casa, ou seja, tiveram pior aproveitamento na Fase Inicial.
**Como houve empate de pontos, realizou-se uma prorrogação de 30 minutos com o placar zerado, como esta não resolveu o clube com melhor aproveitamento na fase inicial seguiu em frente.

#### Semifinais
| Time 1*       | Time 2     | Jogo 1 | Jogo 2 |
| ------------- | ---------- | ------ | ------ |
| Metropolitano | Kindermann | 1-1    | 0-1    |
| Caxias        | Tiradentes | 0-0    | 1-0    |

*As equipes citadas primeiramente tiveram a primeira partida jogada em casa, ou seja, tiveram pior aproveitamento na Fase Inicial.

#### Final
O Kindermann teve a segunda partida jogada em casa por melhor aproveitamento na fase inicial.
| Campeão | Vice-Campeão | Jogo 1 | Jogo 2 | Prorrogação |
| ------- | ------------ | ------ | ------ | ----------- |
| Caxias  | Kindermann   | 3-0    | 0-1    | 1-0         |

### Segundo turno
Grupo A
| 1 | Kindermann       | 12 | 5 | 4 | 0 | 1 | 9  | 3  | +6 | 80% |
| 2 | Lages            | 10 | 5 | 3 | 1 | 1 | 8  | 8  | 0  | 67% |
| 3 | Atlético Chapecó | 6  | 5 | 2 | 0 | 3 | 10 | 6  | +4 | 40% |
| 4 | Camponovense     | 6  | 5 | 2 | 0 | 3 | 9  | 9  | 0  | 40% |
| 5 | Fraiburgo        | 5  | 5 | 1 | 2 | 2 | 4  | 8  | -4 | 33% |
| 6 | Real             | 4  | 5 | 1 | 1 | 3 | 5  | 11 | -6 | 27% |
| PG - pontos ganhos; J - jogos; V - vitórias; E - empates; D - derrotas; GP - gols pró; GC - gols contra; SG - saldo de gols; AP - Aproveitamento |                  |    |   |   |   |   |    |    |    |     |

Grupo B
| 1 | Metropolitano  | 16 | 7 | 5 | 1 | 1 | 14 | 7  | +7  | 76% |
| 2 | Guarani        | 14 | 7 | 4 | 2 | 1 | 15 | 7  | +8  | 67% |
| 3 | Tiradentes     | 12 | 7 | 3 | 3 | 1 | 15 | 7  | +8  | 57% |
| 4 | Brusque        | 12 | 7 | 3 | 3 | 1 | 13 | 10 | +3  | 57% |
| 5 | Caxias         | 10 | 7 | 2 | 4 | 1 | 6  | 5  | +1  | 48% |
| 6 | Camboriú       | 7  | 7 | 2 | 1 | 4 | 8  | 18 | -10 | 33% |
| 7 | Santa Catarina | 3  | 7 | 0 | 3 | 4 | 9  | 14 | -5  | 14% |
| 8 | São José       | 1  | 7 | 0 | 1 | 6 | 8  | 20 | -12 | 5%  |
| PG - pontos ganhos; J - jogos; V - vitórias; E - empates; D - derrotas; GP - gols pró; GC - gols contra; SG - saldo de gols; AP - Aproveitamento |                |    |   |   |   |   |    |    |     |     |

#### Quartas-de-final
| Time 1*          | Time 2        | Jogo 1 | Jogo 2 | Prorrogação |
| ---------------- | ------------- | ------ | ------ | ----------- |
| Caxias           | Kindermann**  | 2-1    | 1-3    | 0-0         |
| Brusque          | Metropolitano | 2-1    | 1-1    |             |
| Tiradentes       | Lages         | 2-1    | 1-2    | 0-3         |
| Atlético Chapecó | Guarani       | 3-2    | 0-1    | 0-1         |

*As equipes citadas primeiramente tiveram a primeira partida jogada em casa, ou seja, tiveram pior aproveitamento na Fase Inicial.
**Como houve empate de pontos, realizou-se uma prorrogação de 30 minutos com o placar zerado, como esta não resolveu o clube com melhor aproveitamento na fase inicial seguiu em frente.

#### Semifinais
| Time 1* | Time 2     | Jogo 1 | Jogo 2 |
| ------- | ---------- | ------ | ------ |
| Guarani | Kindermann | 0-1    | 2-3    |
| Brusque | Lages      | 2-2    | 3-0    |

*As equipes citadas primeiramente tiveram a primeira partida jogada em casa, ou seja, tiveram pior aproveitamento na Fase Inicial.

#### Final
O Kindermann teve a segunda partida jogada em casa por melhor aproveitamento na fase inicial.
| Campeão    | Vice-Campeão | Jogo 1 | Jogo 2 | Prorrogação |
| ---------- | ------------ | ------ | ------ | ----------- |
| Kindermann | Brusque      | 1-3    | 4-0    | 2-1         |

### Fase final

#### Classificação geral
Grupo A
| 1 | Kindermann       | 22 | 10 | 7 | 1 | 2 | 16 | 7  | +9  | 73% |
| 2 | Lages            | 18 | 10 | 5 | 3 | 2 | 16 | 12 | +4  | 60% |
| 3 | Fraiburgo        | 14 | 10 | 3 | 5 | 2 | 14 | 14 | 0   | 47% |
| 4 | Atlético Chapecó | 13 | 10 | 4 | 1 | 5 | 19 | 14 | +5  | 43% |
| 5 | Camponovense     | 11 | 10 | 3 | 2 | 5 | 16 | 18 | -2  | 37% |
| 6 | Real             | 5  | 10 | 1 | 2 | 7 | 9  | 25 | -16 | 17% |
| PG - pontos ganhos; J - jogos; V - vitórias; E - empates; D - derrotas; GP - gols pró; GC - gols contra; SG - saldo de gols; AP - Aproveitamento |                  |    |    |   |   |   |    |    |     |     |

Grupo B
| 1 | Tiradentes     | 28 | 14 | 8 | 4 | 2  | 29 | 12 | +17 | 67% |
| 2 | Metropolitano  | 28 | 14 | 8 | 4 | 2  | 23 | 11 | +12 | 67% |
| 3 | Brusque        | 24 | 14 | 6 | 6 | 2  | 25 | 18 | +7  | 57% |
| 4 | Caxias         | 23 | 14 | 6 | 5 | 3  | 19 | 17 | +2  | 55% |
| 5 | Guarani        | 20 | 14 | 5 | 5 | 4  | 24 | 16 | +8  | 48% |
| 6 | Camboriú       | 17 | 14 | 5 | 2 | 7  | 17 | 30 | -13 | 40% |
| 7 | Santa Catarina | 7  | 14 | 1 | 4 | 9  | 16 | 31 | -15 | 17% |
| 8 | São José       | 4  | 14 | 0 | 4 | 10 | 13 | 35 | -22 | 10% |
| PG - pontos ganhos; J - jogos; V - vitórias; E - empates; D - derrotas; GP - gols pró; GC - gols contra; SG - saldo de gols; AP - Aproveitamento |                |    |    |   |   |    |    |    |     |     |

|  |                                                   |
|  | Classificados à Fase Final                        |
|  | Classicados à Fase Final por vencer um dos turnos |

#### Semifinais
| Time 1*    | Time 2     | Jogo 1 | Jogo 2 |
| ---------- | ---------- | ------ | ------ |
| Lages      | Caxias     | 0-1    | 2-2    |
| Tiradentes | Kindermann | 4-1    | 5-2    |

*As equipes citadas primeiramente tiveram a primeira partida jogada em casa, ou seja, tiveram pior aproveitamento na Classificação Geral.

#### Disputa do terceiro lugar
O Lages teve a primeira partida disputada em casa por pior aproveitamento na classificação geral.
| Terceiro Colocado | Quarto Colocado | Jogo 1 | Jogo 2 |
| ----------------- | --------------- | ------ | ------ |
| Lages             | Kindermann      | 3-1    | 2-1    |

#### Final
O Tiradentes teve a segunda partida jogada em casa por melhor aproveitamento na fase inicial.
| Campeão | Vice-Campeão | Jogo 1 | Jogo 2 |
| ------- | ------------ | ------ | ------ |
| Caxias  | Tiradentes   | 0-0    | 2-0    |

## Campeão geral
| Campeonato Catarinense de 2002 |
| ------------------------------ |
| Figueirense 11º Título         |